# The Best Man – Hochzeit mit Hindernissen
The Best Man – Hochzeit mit Hindernissen (Originaltitel: The Best Man) ist eine US-amerikanische Filmkomödie aus dem Jahr 1999. Regie führte Malcolm D. Lee, der auch das Drehbuch schrieb. 2013 entstand mit Urlaub mit Hindernissen – The Best Man Holiday eine Fortsetzung.

## Handlung
Der debütierende Schriftsteller Harper Stewart, dessen Roman Unfinished Business in Kürze veröffentlicht werden soll, lebt in Chicago. Stewart reist nach New York City, wo sein Freund Lance Sullivan heiraten soll. Dort trifft er auch seine alten College-Freunde. Stewarts aktuelle Freundin Robin will später kommen, aber noch rechtzeitig zur Hochzeit erscheinen.
Eine College-Freundin von Stewart und Sullivan, Jordan Armstrong, bekommt ein Vorab-Exemplar des noch nicht veröffentlichten Romans in ihre Hände und versucht ein Exklusiv-Interview zur Veröffentlichung zu bekommen. Sie erkennt darin reale Personen, nämlich sich, Stewart, Sullivan und dessen Verlobte Mia. Sobald Sullivan erfährt, dass seine Verlobte Mia und sein bester Freund Harper Stewart zu Collegezeiten eine Affäre hatten, wird er rasend und verprügelt Stewart auf dem Junggesellenabschied. Er will Stewart von einem Hochhaus werfen; die Gäste des Junggesellenabschiedes bringen Sullivan mit Mühe davon ab. Danach verkündet Sullivan, die Hochzeit sei geplatzt. Stewart fährt nach diesen Ereignissen zu Jordan Armstrong für ein Schäferstündchen, welches zu College-Zeiten nie zustande kam, jedoch streiten die beiden.
Die angekommene Robin fühlt sich betrogen, als sie von dem geplanten Schäferstündchen erfährt und will zuerst sofort zurückkehren. Sie verlangt von Stewart, dass er Sullivan dazu bringt, doch zu heiraten. Dieser erscheint zwar zum Hochzeitstermin in der Kirche, will jedoch lediglich seine Entscheidung persönlich bekannt geben. Stewart bittet den religiösen Freund, gemeinsam mit ihm zu beten. Sullivan zitiert zuerst eine Stelle in der Bibel, die den Ehebruch verbietet. Später lässt er sich zur Heirat überzeugen und sagt im selbst formulierten Schwur, er sei durch die letzten Ereignisse ein besserer Mensch geworden.
Robin bemüht sich auf der Hochzeitsfeier, den von Mia geworfenen Blumenstrauß in die Hände zu bekommen. Stewart macht ihr einen Heiratsantrag, den sie annimmt.

## Kritiken
Die Zeitschrift Time Out London schrieb, die Handlung sei kraftlos und derer Ende sei genauso nicht überraschend wie auch schmalzig. Die Besetzung sei stark.
Das Lexikon des internationalen Films schrieb, der Film sei ein „kleiner, ausschließlich mit schwarzen Darstellern besetzter Film, der einmal mehr“ beschreibe, „dass Männer und Frauen eigentlich nicht zusammen passen, sich aber doch gegenseitig brauchen“. Er erzähle eine „eher eindimensionale Geschichte über Liebe und Treue und die Bedeutung von Freundschaft und Verzeihen“.

## Auszeichnungen
Terrence Howard wurde im Jahr 2000 als Bester Nebendarsteller für den Independent Spirit Award nominiert. Nia Long und Malcolm D. Lee – sowohl als Regisseur wie auch als Drehbuchautor – erhielten 2000 den Black Reel Award. Taye Diggs und Terrence Howard wurden für den Black Reel Award nominiert.
Nia Long, Terrence Howard und der Film als Bester Film gewannen im Jahr 2000 den Image Award. Außerdem wurden Morris Chestnut, Taye Diggs, Monica Calhoun, Harold Perrineau, Melissa De Sousa und Sanaa Lathan für den gleichen Preis nominiert. Terrence Howard wurde 2000 für den Chicago Film Critics Association Award nominiert.

## Hintergründe
Der Film wurde in New York City gedreht. Seine Produktionskosten betrugen schätzungsweise 9 Millionen US-Dollar. Die Weltpremiere fand am 2. September 1999 auf dem Montréal Film Festival statt. Am 13. September 1999 wurde der Film auf dem Toronto International Film Festival gezeigt. Im Oktober 1999 kam er in die Kinos der USA, in den er ca. 34 Millionen US-Dollar einspielte. In einigen Ländern wie Argentinien, Deutschland und Ungarn wurde er direkt auf Video bzw. DVD veröffentlicht.
Der Regisseur und Drehbuchautor Malcolm D. Lee ist mit dem Produzenten Spike Lee verwandt.
2013 wurde mit Urlaub mit Hindernissen – The Best Man Holiday eine Fortsetzung veröffentlicht. Die Regie übernahm erneut Malcolm D. Lee und in den Hauptrollen sind die Darsteller des ersten Teils zu sehen.